# Slip of the Tongue
Slip Of The Tongue — восьмой студийный альбом британской хард-рок-группы Whitesnake, выпущенный в 1989 году. Альбом занял 10-е место в британском чарте альбомов и американском Billboard 200. Из альбома было выпущено четыре сингла: «Fool for Your Loving», «The Deeper The Love», «Now You’re Gone» и «Judgement Day». Все синглы попали в топ 40 основных рок-треков США, два из которых, «The Deeper The Love» и «Fool for Your Loving» попали в топ-5. Slip Of The Tongue был продан тиражом более миллиона экземпляров в США, достигнув платинового статуса.
«Fool For Your Loving» изначально появилась в альбоме Ready an’ Willing, но была перезаписана для Slip of the Tongue.

## Выпуск альбома
Альбом был выпущен в конце 1989 года. Он достиг номера 10 в национальном чарте в США Billboard 200 и платинового статуса. Адриан Вандерберг был главным соавтором, в то время как Стив Вай был занят всеми гитарными аранжировками и фигурировал во всех музыкальных клипах группы.

## Тур в поддержку альбома
Мировой тур в поддержку альбома стал крупнейшим в карьере группы, в ходе которого Whitesnake в третий раз выступила на фестивале Monsters of Rock, который они дважды возглавляли в качестве хедлайнеров. После тура Ковердэйл взял перерыв в музыкальной карьере до 1991 года, когда он начал совместную работу с Джимми Пейджем. Результатом этого сотрудничества стал альбом Coverdale•Page, вышедший в 1993 году под именем супергруппы Coverdale and Page.

## Отзывы критиков
Альбом получил смешанные отзывы, но многие сходились во мнении, что группа на этой пластинке отошла от оригинального звучания Whitesnake. По мнению Дэвида Ковердэйла — это одна из самых слабых пластинок группы, но со временем он начал находить в этом определённые плюсы. Ковердэйл так прокомментировал пластинку:
В течение долгого времени я чувствовал, что альбому не хватает фирменного характера Whitesnake, но, тем не менее, многие люди уверяли меня в том, что они любят этот альбом, несмотря ни на что. Поэтому теперь я рад считать эту запись значительной частью дискографии Whitesnake и, честно говоря, сейчас я наслаждаюсь им больше, чем тогда. Для меня это был альбом, изобилующий проблемами и препятствиями, но послушайте … никто не сказал, что быть успешным должно быть легко!

## Список композиций
Слова и музыка всех песен — Дэвида Ковердэйла и Эдриана Вандерберга, кроме отмеченных.
| №                   | Название                                                          | Длительность |
| ------------------- | ----------------------------------------------------------------- | ------------ |
| 1.                  | «Slip of the Tongue»                                              | 5:20         |
| 2.                  | «Cheap an' Nasty»                                                 | 3:28         |
| 3.                  | «Fool for Your Loving '89» (Ковердэйл, Берни Марсден, Микки Муди) | 4:10         |
| 4.                  | «Now You're Gone»                                                 | 4:11         |
| 5.                  | «Kittens Got Claws»                                               | 5:00         |
| 6.                  | «Wings of the Storm»                                              | 5:00         |
| 7.                  | «The Deeper the Love»                                             | 4:22         |
| 8.                  | «Judgment Day»                                                    | 5:15         |
| 9.                  | «Slow Poke Music»                                                 | 3:59         |
| 10.                 | «Sailing Ships»                                                   | 6:02         |
| Общая длительность: | Общая длительность:                                               | 46:47        |

## Участники записи
Состав группы
- Дэвид Ковердэйл — вокал
- Стив Вай — гитара
- Адриан Ванденберг — написание аранжировок гитары
- Руди Сарзо — бас-гитара
- Томми Олдридж — барабаны

Приглашённые музыканты
- Дон Эйри, Дэвид Розенталь, Клод Годетт — синтезаторы
- Гленн Хьюз, Томми Фандербёрк, Ричард Пэйдж — бэк-вокал.

## Сертификации
| Country | Organization | Year | Sales                  |
| ------- | ------------ | ---- | ---------------------- |
| USA     | RIAA         | 1990 | Platinum (+ 1,000,000) |
| UK      | BPI          | 1989 | Gold (+ 100,000)       |